# Grodnik (Wysoczyzna Choczewska)
Grodnik – wzniesienie o wysokości 57,7 m n.p.m., znajdujące się na Wysoczyźnie Choczewskiej. Położone jest w woj. pomorskim, w powiecie lęborskim, na obszarze gminy Nowa Wieś Lęborska.
Ok. 400 m na północny zachód leży centrum wsi Nowa Wieś Lęborska.
Nazwę Grodnik wprowadzono urzędowo w 1949 roku, zastępując poprzednią niemiecką nazwę Kastel Berg.